# Ignazio Oliva
Ignazio Oliva, nacido en Orta di Atella, fue un pintor barroco italiano del siglo XVII activo en el Reino de Nápoles, discípulo de Domenico Gargiulo. Fue conocido por sus pinturas de vedute (vistas marinas y paisajes).